# Attaque du 1er janvier 2015 au Cameroun
 (juillet 2020).
L'attaque du 1er janvier 2015 au Cameroun est une attaque survenue le 1er janvier 2015 au Cameroun lorsque des militants de Boko Haram ont attaqué un bus circulant entre Kousséri et Maroua dans le nord du Cameroun. Entre 15 et 25 personnes ont été tuées dans l'attaque et au moins 10 autres ont été blessées.